# Hokej in-line
Hokej in-line lub hokej na rolkach (ang. Roller in-line hockey) – zespołowa gra sportowa, odmiana hokeja na lodzie. Zawodnicy poruszają się po boisku (specjalna sztuczna nawierzchnia sucha, beton, asfalt) na rolkach, a do gry używają poliwęglanowych kijów oraz piłki lub specjalnego krążku. Gra polega na umieszczeniu krążka w bramce przeciwnika za pomocą kija trzymanego w rękach. Celem jest zwycięstwo w meczu poprzez zdobycie większej liczby bramek niż rywal. Zmiany zawodników na boisku są dokonywane tak jak w hokeju na lodzie. Nosi wiele nazw, oznaczających tę samą dyscyplinę (hokej in-line, hokej na rolkach, hokej na wrotkach jednośladowych).
Hokej in-line jest obecnie pod patronatem IIHF, Międzynarodowej Federacji Hokeja na Lodzie (granej ze specjalnym krążkiem) oraz FIRS, Międzynarodowej Federacji Sportów Wrotkarskich (granej w piłkę). Obie federacje organizują własne mistrzostwa świata. Odbywają się co dwa lata Mistrzostwa świata IIHF, a także co roku Mistrzostwa świata FIRS. Federacje różnią się nieco zasadami gry.
Polski Związek Sportów Wrotkarskich organizuje rozgrywki hokeja na rolkach w Polsce.

## Zasady gry w federacji IIHF
- mecz dzieli się na cztery kwarty po 12 minut;
- w składzie każdego zespołu na boisku przebywa bramkarz i czterech zawodników w polu, nie więcej niż 5 graczy na boisku;
- boisko podzielone jest czerwoną linię na dwie strefy: ofensywną i defensywną;
- zostanie odgwizdana pozycja spalona (ang. offside), gdy zawodnik znajdzie się w strefie obronnej przeciwnika zanim zostanie wbity tam krążek przez jego drużynę, natomiast jeśli gracz z krążkiem przesunie się za czerwoną linią, można kontynuować grę;
- bramka ma wymiary 183 × 122 cm, czyli jak w hokeju na lodzie;
- pole bramkowe to prostokąt o odległości 30 cm w prawo i w lewo od każdej krawędzi bramki oraz 1 metr od bramki;
- przy jednoczesnym wykluczeniu dwóch graczy z jednego zespołu, drugie zawieszenie jest odraczane, osłabiona drużyna nie może grać w podwójnym osłabieniu.

## Zasady gry w federacji FIRS
- mecz dzieli się na dwie połowy po dwadzieścia minut.
- w grze rywalizują dwa zespoły po czterech zawodników i jednym bramkarzu.
- brak pozycji spalonej;
- bramka ma wymiary 170 × 105 cm, czyli mniejsza niż w hokeju na lodzie;
- przy jednoczesnym wykluczeniu dwóch graczy z jednego zespołu, osłabiona drużyna gra w podwójnym osłabieniu, czyli 4 na 2 (w polu).
- zmiany zawodników na boisku są dokonywane tak jak w hokeju na lodzie[2].

## Historia hokeja na rolkach w Polsce
Początki rolkarstwa w Polsce sięgają 90 lat XX wieku. Wtedy to w polskich sklepach zaczęły pojawiać się rolki z układem kółek w jednej linii. W 1993 roku powstał Polski Związek Sportów Wrotkarskich, który jako jedną z sekcji powołał hokej na rolkach.
W latach 90. w całym kraju odbywały się liczne zawody, których celem była popularyzacja hokeja na rolkach. Jednak dopiero w 1998 roku hokej na rolkach został wpisany do Rejestru Dyscyplin UKFiT pod pozycją numer 236. Od tego momentu można było organizować turnieje o Mistrzostwo Polski. W 2000 roku zorganizowano pierwszą ligę hokeja na rolkach mężczyzn. Zgłosiło się wówczas 10 klubów. Pierwsze mistrzostwo kraju wywalczył zespół Ambra Pruszków. Rozwój tej dyscypliny sportu sprawił, że w 2001 roku trzeba było zorganizować rozgrywki I i II ligi hokeja na rolkach. Jednak do roku 2011 liczba klubów grających w lidze spadła do zaledwie pięciu. Najbardziej utytułowaną drużyną są Marsjanie Opole, która w latach 2004–2015 aż ośmiokrotnie sięgała po tytuł mistrzowski a dwukrotnie zdobyli srebrne medale.
W rywalizacji kobiet zorganizowano tylko raz turniej o mistrzostwo polski. W 2009 roku wywalczył je MUKS Naprzód Janów.
Na początku Polski Związek Sportów Wrotkarskich przynależał do federacji światowej ISHF i według jej przepisów rozgrywano mecze hokeja na rolkach. Grano wówczas piłeczką i dozwolona była gra ciałem. Na boisku grało 5 zawodników plus bramkarz. W 2013 roku PZSW zmieniła federację na FIRS (Fédération Internationale de Roller Sports), która jest największą federacją sportów wrotkarskich i posiada rekomendacje MKOL. W związku z tym rozgrywki ligowe zaczęły być organizowane według ich zasad. Są one bardzo zbliżone do hokeja na lodzie. Gra odbywa się krążkiem nie ma jedynie spalonych i uwolnień. Taka zmiana pozwoliła na płynne przejście, zawodnikom na co dzień uprawiającym hokej na lodzie, z lodowiska na rolkowisko
W 2012 roku nastąpiła zmiana w strukturach PZSW i rozpoczął się rozkwit tej dyscypliny w Polsce. Powołano Komisję Hokeja na Rolkach przy PZSW, której zadaniem jest rozwój i popularyzacja tej dyscypliny w Polsce. Na jej czele stanął Bartosz Purzyński, a w skład komisji weszli jeszcze Adam Rozenberg i Mariusz Nawrocki. Na ich efekty nie trzeba było długo czekać. Od sezonu 2013 w Polskiej Lidze Hokeja na Rolkach występuje 12 zespołów podzielonych na dywizje (zależnie od terytorium). Na koniec sezonu najlepsze drużyny spotykają się na turnieju finałowym. Od 2014 roku rozgrywane są również zawody o Puchar Polski i Mistrzostwa Polski Młodzików. Pierwszy Puchar Polski zdobyła drużyna Marsjanie Opole a pierwszym Mistrzem Polski Młodzików zostali zawodnicy UKS Bombek Malbork.
Przed zmianą federacji kadra Polski uczestniczyła jedynie w mistrzostwach Europy, które organizowała federacja ISHF. Występowało tam tylko kilka krajów: Polska, Niemcy, Szwajcaria, Holandia, Austria, Dania, Wielka Brytania. Podczas Mistrzostw Europy w Austrii w 2011 roku kadra była bardzo blisko gry o medale, ale ostatecznie zajęła 5. Miejsce.
Wraz ze zmianą światowej federacji na FIRS polska kadra narodowa dostała możliwość rywalizacji w Mistrzostwach Świata. Pierwszy raz nasi zawodnicy wyjechali na tę imprezę w 2014 roku. Mistrzostwa odbywały się we Francji (w Tuluzie). Jako beniaminek zostaliśmy rozstawieni do grupy z Nową Zelandią, Łotwą i Indiami. System rozgrywek jest tak skonstruowany, że aby walczyć w ćwierćfinałach polska kadra musiałaby zająć pierwsze miejsce w grupie. Trener Bartłomiej Wróbel miał niełatwe zadanie, ponieważ miał bardzo mało czasu na przygotowanie kadry. Niewiele zabrakło. Zremisowaliśmy z Nową Zelandią 3:3 i z Łotwą 2:2, lecz nawet najwyższe w historii hokeja na rolkach zwycięstwo z Indiami 42:0 nie pomogło w awansie. Pozostała nam walka o miejsca 9-16. Na pierwszy ogień przyszło nam się zmierzyć z gospodarzami i Mistrzami Świata z 2013 r. – Francją. To była prawdziwa lekcja hokeja na rolkach. Co prawda przegraliśmy 0:11, ale zawodnicy wynieśli z tego meczu bardzo dużo doświadczenia. Pozwoliło to wygrać kolejne dwa mecze: z Kolumbią 5:1 i z Australią 6:2. Ostatecznie kadra Polski w debiucie na MŚ zajęła 13. miejsce na 24 zespoły.

## Sprzęt do hokeja na rolkach
Hokej na rolkach jest bliźniaczą dyscypliną do hokeja na lodzie. W związku z tym jest uprawiany głównie przez osoby uganiające się za kauczukowym krążkiem. Jest jednak kilka różnic w sprzęcie. Przede wszystkim pod butem zamiast ostrza mamy kółka. Dodatkowo płoza jest tak ustawiona aby wymusić na zawodniku pochylenie sylwetki do przodu. W tym celu stosuje się dwa rozmiary kółek. Dwa pierwsze mają średnicę 76mm a dwa tylne 80mm (w rolkach seniorskich). Stosuje się także różne twardości kółek w zależności od nawierzchni na jakiej odbywają się zawody. W halach wyposażonych w specjalną nawierzchnię używa się kółka bardzo miękkie (76A-74A) ponieważ tylko wtedy uzyskamy odpowiednią przyczepność i zwrotność. Natomiast podczas gry na boiskach asfaltowych lub betonowych stosuje się kółka o twardości (85A-82A). Tak samo do jazdy rekreacyjnej w rolkach hokejowych należy stosować twarde kółka.
But praktycznie nie różni się od łyżwy. Jest tak samo sznurowany i wykonany z twardego materiału, na czubkach zakończone plastikową osłoną. W niektórych modelach, w celu poprawy wentylacji, producent zaprojektował otwory na czubkach buta. Kostka jest usztywniona tak jak w łyżwie hokejowej, dzięki czemu możemy wykonywać „ciasne” łuki oraz łatwiej wykonujemy przekładankę.
Pozostały sprzęt ochronny nie różni się wiele od hokeja na lodzie. Jednak ponieważ w hokeju na rolkach zabronione jest „granie ciałem” to zawodnicy zakładają sprzęt dużo mniej chroniący, a nawet czasami rezygnują z niektórych elementów. Niezbędne są jednak: kask, rękawice oraz nagolenniki. Wskazane jest również noszenie ochraniaczy łokci i spodnie (tzw. girdle). Oczywiście, jak w hokeju na lodzie, nie może zabraknąć klubowej koszulki, a w rolkowej odmianie stosuje się również klubowe spodnie wierzchnie (tzw. owiewki).
Rolki hokejowe są mniej wygodne do dłuższych tras ponieważ mają twardy but i są gorzej wentylowane. Jednak jeżeli ktoś planuje grać w hokeja na rolkach chociaż sporadycznie a zamierza kupić tylko jedną parę rolek to lepiej wybrać właśnie rolki do hokeja In-line. Ponieważ granie na rolkach w bucie rekreacyjnym spowoduje bardzo szybkie jego zniszczenie, a także może spowodować naszą kontuzję w sytuacji gdy zostaniemy uderzeni krążkiem lub kijem w stopę.